# Jugoslawische Eishockeyliga 1974/75
Die Saison 1974/75 war die 33. Spielzeit der jugoslawischen Eishockeyliga, der höchsten jugoslawischen Eishockeyspielklasse. Meister wurde zum insgesamt achten Mal in der Vereinsgeschichte der HK Olimpija Ljubljana.

## Gruppe A1
|    | Klub                  | Punkte |
| -- | --------------------- | ------ |
| 1. | HK Olimpija Ljubljana | 26     |
| 2. | HK Jesenice           | 24     |
| 3. | KHL Medveščak Zagreb  | 6      |

## Gruppe A2
|    | Klub                | Punkte |
| -- | ------------------- | ------ |
| 1. | Slavija Vevče       | 7      |
| 2. | HK Partizan Belgrad | 5      |
| 3. | HK Kranjska Gora    | 0      |

## Gruppe B
|    | Klub                   | Punkte |
| -- | ---------------------- | ------ |
| 1. | HK Roter Stern Belgrad | 9      |
| 2. | HK Triglav Kranj       | 7      |
| 3. | Tivoli Ljubljana       | 5      |
| 4. | HK Spartak Subotica    | 3      |

## Gruppe C
| Pl. |                       | Sp | S | U | N | Tore  | Punkte |
| 1.  | Vardar Skopje         | 3  | 2 | 0 | 1 | 18:08 | 4      |
| 2.  | KHL Mladost Zagreb    | 3  | 2 | 0 | 1 | 12:08 | 4      |
| 3.  | HK INA Sisak          | 3  | 1 | 0 | 2 | 09:19 | 2      |
| 4.  | HK Vojvodina Novi Sad | 3  | 1 | 0 | 2 | 05:13 | 2      |